# Scared Straight
Gli Scared Straight sono stati un gruppo hardcore punk di Simi Valley, California.
La band fu formata nel 1983 da un gruppo di amici e fu chiamata inizialmente S.O.F (probabile acronimo di Secure Our Future. I fondatori furono Scott Radinsky, Mike Thompson, Gary Galaines e Dennis Jagard, che volevano formare un gruppo e partecipare ad una battaglia delle band in un ritrovo di skater del posto. Durante la loro storia cambiarono molti componenti e nomi. Suonavano spesso con altre band hardcore (o nardcore dal nome della scena hardcore di Oxnard). Tutti i loro lavori furono pubblicati dalla Mystic Records.
Nei primi anni '90 cambiarono il loro nome in Ten Foot Pole, principalmente per staccarsi dalla reputazione straight edge dovuta al nome Scared Straight.

## Formazione

### Componenti originali
- Gary Roca - voce
- Steve Carnan - chitarra
- Dennis Jagard - chitarra
- Morgan Anderson - basso
- Scott Radinsky - batteria

### Altri componenti
- Brian Walsby - batteria
- Eric Swift - basso
- Tim Williams - batteria
- Mike Harder - basso
- Pete Newbury - basso
- Jordan Burns - batteria
- James Harris - batteria

## Discografia

### Album in studio
- 1988 - You Drink, You Drive, You Die, (Mystic Records)

### EP
- 1985 - Born to Be Wild 7", (Mystic)

### Apparizioni in compilation
- 1984 - Nardcore, (Mystic)
- 1984 - We Got Power, Vol. 2: Party Animal, (Mystic)
- 1985 - Mystic Super Seven Sampler #1, Compilation 7", (Mystic)